# Palazzo Schaumburg
Il Palazzo Schaumburg è un palazzo in stile tardo neoclassico situato a Bonn, in Germania.

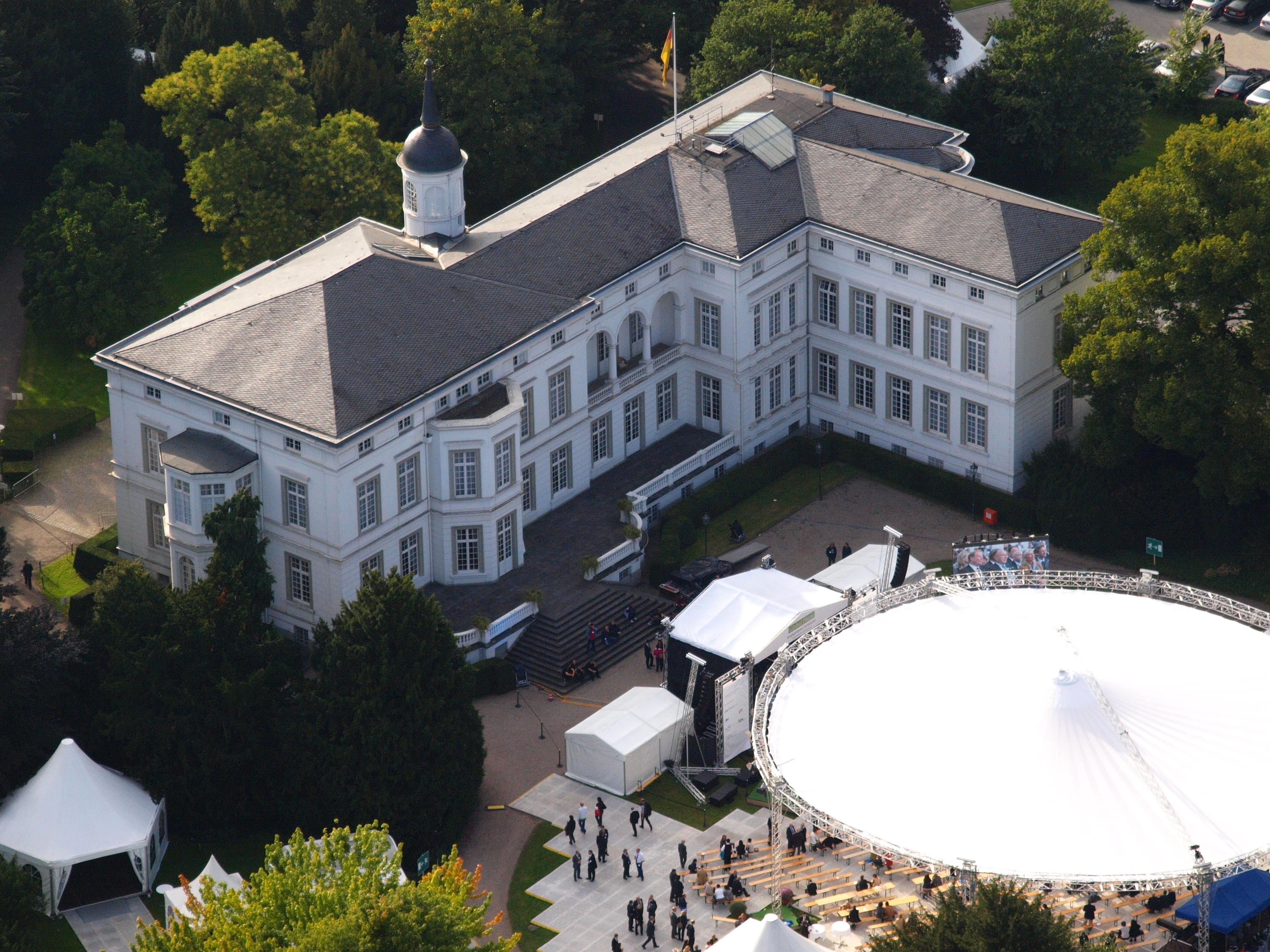
Vista dall'alto del palazzo

## Storia
È stato costruito tra il 1858 e il 1860 per il produttore di tessuti Wilhelm Loeschigk. Fu poi acquistato dal principe Adolfo di Schaumburg-Lippe e ampliato. Il 31 gennaio 1939 l'esercito acquistò il palazzo da Ernst Wolrad, principe di Schaumburg-Lippe.
Dopo la guerra fu occupato dall'esercito belga finché nel 1949 divenne la sede principale della Cancelleria federale tedesca e la principale residenza ufficiale del Cancelliere della Repubblica Federale Tedesca dal 1949 al 1976. Tra il 1963 e il 1964 nell'ampio parco è stato costruito su progetto dell'architetto Sep Ruf il Kanzlerbungalow, per ospitare il Cancelliere e i suoi ricevimenti. Vi risiederanno tutti i cancellieri succedutisi alla guida della Germania fino a Helmut Kohl, con l'eccezione di Willy Brandt. Nel 2001 l'edificio, tra i più significativi dell'architettura modernista tedesca del dopoguerra, è stato dichiarato monumento storico.
Il palazzo era semplicemente conosciuto anche come la casa del Cancelliere federale (in tedesco Haus des Bundeskanzlers). Dal 2001 ha servito come seconda sede ufficiale della Cancelleria federale tedesca e seconda residenza ufficiale del Cancelliere della Repubblica Federale Tedesca.